# Ommatius dubius
Ommatius dubius är en tvåvingeart som beskrevs av Joseph och Parui 1987. Ommatius dubius ingår i släktet Ommatius och familjen rovflugor. Inga underarter finns listade i Catalogue of Life.